# إتنا (كاليفورنيا)
إتنا (بالإنجليزية: Etna) هي إحدى مدن مقاطعة سيسكييوو، كاليفورنيا. تم إعطاءها لقب مدينة في 13 مارس، 1878.